# Chiesa di Santa Maria (Loro Ciuffenna)
La chiesa di Santa Maria è un edificio sacro che si trova in località Querceto, nel comune di Loro Ciuffenna, in provincia di Arezzo.
La chiesa contiene una tavola di scuola fiorentina raffigurante la Madonna col Bambino e san Giovannino, riconducibile a quel filone di immagini devozionali realizzate nella seconda metà del Cinquecento.